# استان قلعه سراغنه
استان قلعه سراغنه (به فرانسوی: Province d'El Kelaâ des Sraghna) یک استان در مراکش است که در مراکش آسفی واقع شده‌است. استان قلعه سراغنه ۴٬۲۱۴ کیلومتر مربع مساحت و ۷۵۴٬۷۰۵ نفر جمعیت دارد.